# Mnichowy Żleb (Dolina Jałowiecka)

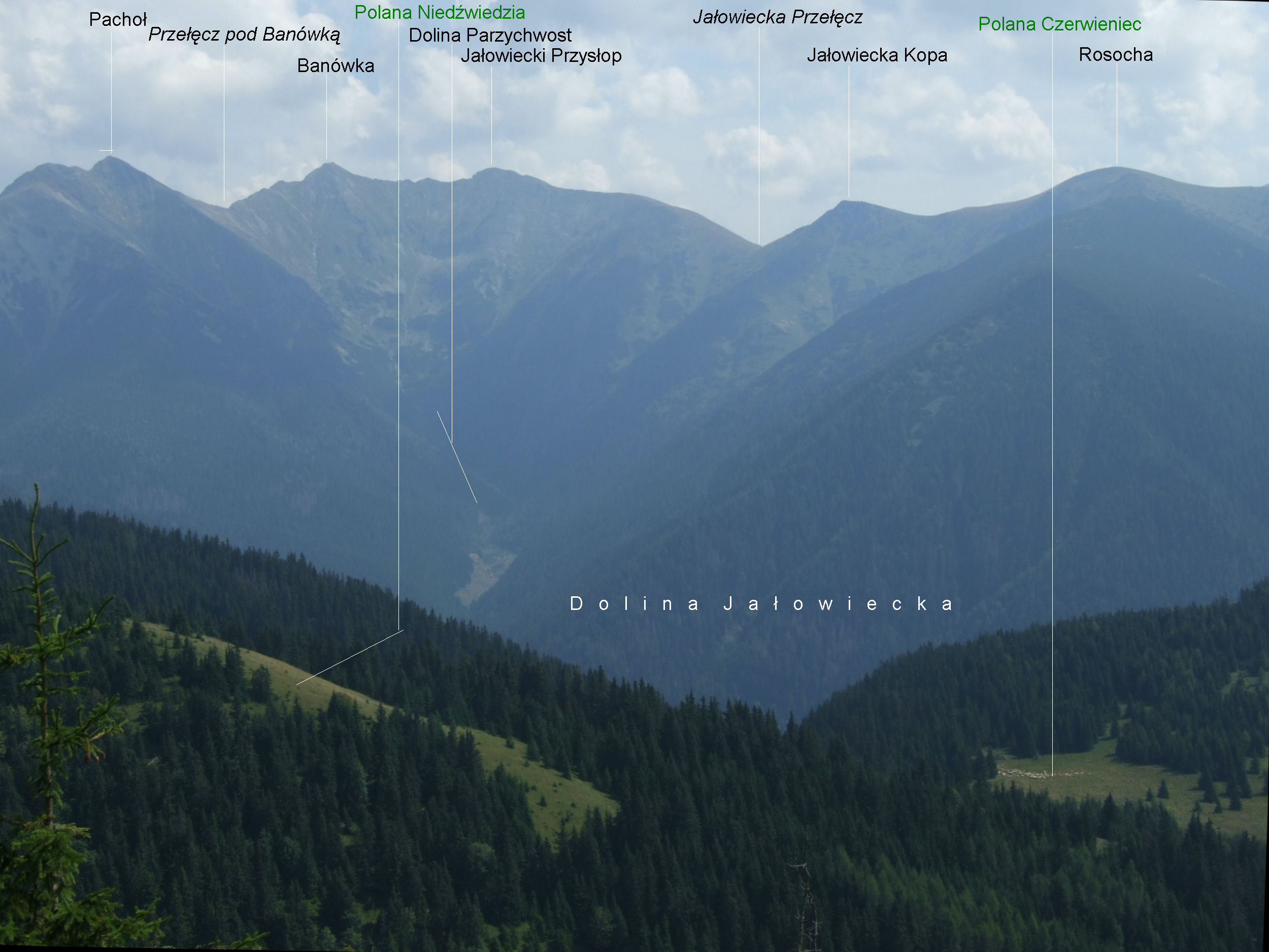
Mnichowy Żleb pomiędzy Niedźwiedzią Polaną i polaną Czerwieniec

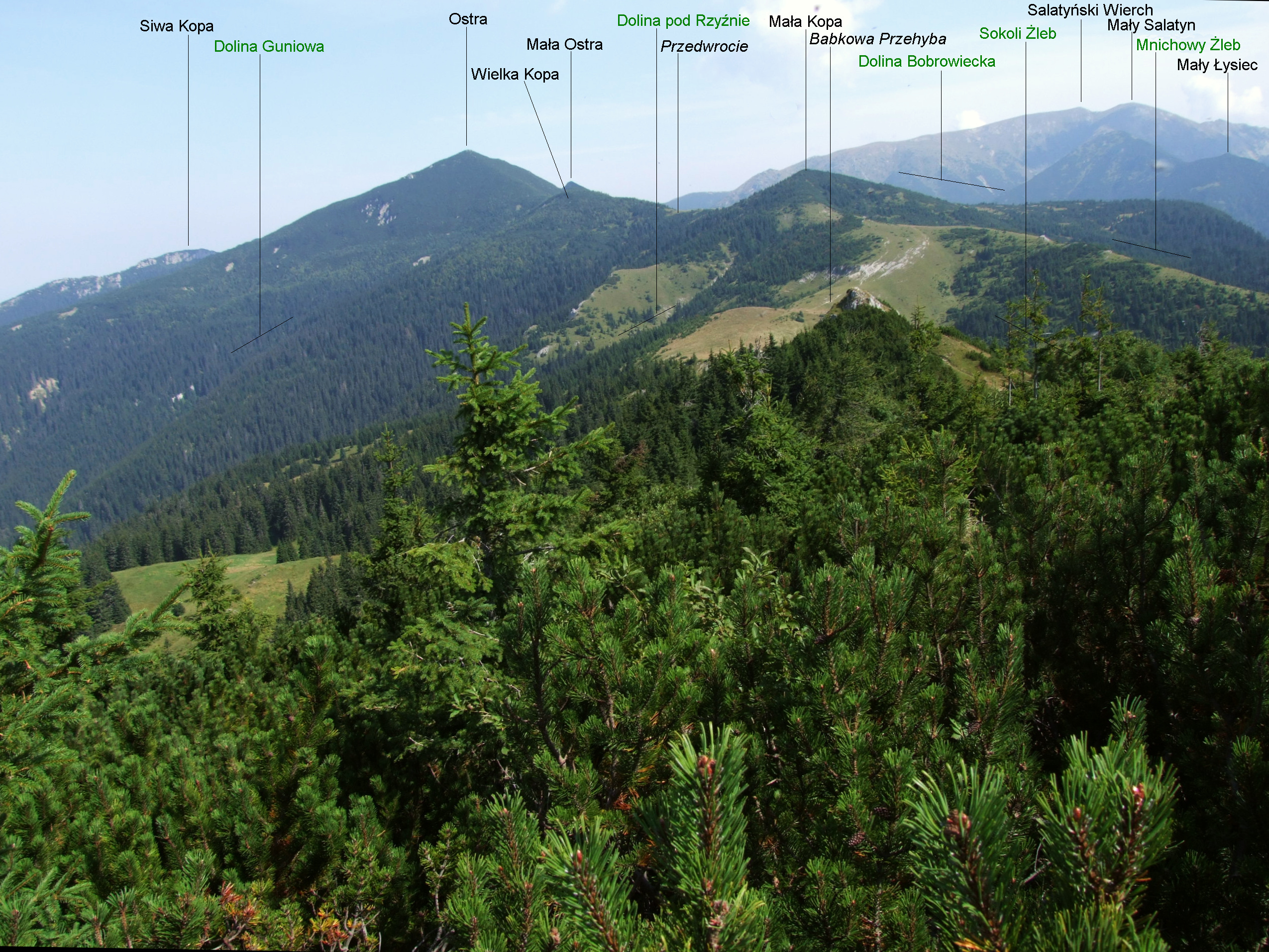
Górna część Mnichowego Żlebu

Mnichowy Żleb (słow. Mníchov žľab) – kręty żleb w słowackich Tatrach Zachodnich. Spada spod Małej Kopy, początkowo w południowym kierunku. Przy Chacie Czerwieniec zakręca na wschód i uchodzi do Doliny Jałowieckiej 2,5 km od jej wylotu, naprzeciwko Trnaca. Orograficznie prawe jego obramowanie tworzy grzbiet Rygiel (Regeľ), Mnich i jego wschodni grzbiet. Od lewej strony jego zbocza tworzy płaski grzbiet odchodzący od Małej Kopy (Niedźwiedzia Ubocz, Medvedie). Górna część Mnichowego Żlebu jest trawiasta i porastająca kosodrzewiną, poza tym na większej części swojej długości żleb jest zalesiony. Na zboczach i grzbiecie Rygla znajduje się polana Czerwieniec, a na Niedźwiedziej Uboczy – Niedźwiedzia Polana. Dnem żlebu spływa Mnichowy Potok.
Dawniej Mnichowy Żleb zwany był także Mikawym Żlebem (Mikavá). Przy Chacie Czerwieniec przecina go szlak turystyczny. W zimie w rejonie żlebu dozwolone jest uprawianie narciarstwa pozatrasowego i skialpinizmu.

## Szlaki turystyczne
niebieski: Bobrowiecki Wapiennik – rozdroże pod Babkami – Chata Czerwieniec – Przedwrocie 3:20 h, ↓ 2:35 h